# Munzingen
Munzingen est un quartier de Fribourg-en-Brisgau en Baden-Wurtemberg, Allemagne. Il se situe au sud-ouest de Fribourg. Derrière le village s'élève la Montagne de la Chapelle (Kapellenberg), qui est un pic au sud-ouest du Tuniberg. Dans les années 1950 y furent trouvés des empreintes d'une colonie de la culture de Hallstatt. Sur la Montagne de la Chapelle se trouve la chapelle d'Erentrudis. Le bassin du Puits du Moulin, au pied de la Montagne de la Chapelle, est un monument naturel de grande valeur écologique et est l'habitat de 15 espèces d'oiseaux, entre autres de la rousserolle effarvatte. A Munzingen commence le Sentier de la Bourgogne, un sentier informatif à travers le Tuniberg.